# Ulf Ganschow
Ulf Ganschow (* 17. April 1975 in Rostock) ist ein ehemaliger deutscher Handballspieler.
Der jüngere der beiden Söhne des Handballspielers Reiner Ganschow und der Wasserspringerin Christine Ganschow machte im Jahr 1993 das Abitur an der Rostocker Christophorusschule.
Ulf Ganschow wechselte 1994 vom HC Empor Rostock zum Bundesligisten TBV Lemgo, dort spielte er bis zum Ende seiner aktiven Karriere 2003. Er wurde auf Linksaußen und als Kreisläufer eingesetzt. Mit dem TBV Lemgo wurde er Deutscher Meister, DHB-Pokalsieger und gewann den Europapokal der Pokalsieger. Zudem spielte er  in der EHF Champions League (1997/1998) und im EHF-Pokal (1998/1999, 2000/2001, 2001/2002).
Für die deutsche Nationalmannschaft bestritt Ganschow sechs Länderspiele.
Nach Beendigung seiner Handballkarriere ist er in Hamburg für einen Versicherungskonzern tätig.

## Erfolge
- Deutscher Meister 1997 und 2003
- DHB-Pokalsieger 1995, 1997 und 2002
- DHB-Supercup-Sieger, 1997, 1999 und 2002
- Europapokalsieger der Pokalsieger 1996